# Texas Olsson
August Texas Filip Olsson, född 25 februari 1988 i Stockholm, är en svensk fotomodell för agenturen Marion Vain och tidigare handbollsspelare. 

## Handbollskarriär
Texas Olsson startade sin handbollskarriär i klubben HK Tyrold. Under en tid spelade han även ishockey i Trångsunds IF, men han lade ned det för att satsa på handbollen. 2005 kom han till elitserielaget Hammarby IF. Under sin tid klubben kom han att vara med om att ta SM-guld både 2006 och 2007.

## Modellkarriär
Efter säsongen 2006/2007 lade Texas Olsson handbollen på hyllan för att satsa på modellkarriären. Han hade blivit upptäckt 2006 på Slussen i Stockholm, då han var på väg till Junior-EM i Tallinn. En representant från en svensk modellagentur sade att han borde bli modell. Han bad dem att återkomma om två veckor då han var hemma från J-VM igen.
När Texas Olsson bestämde sig för att helt lägga handbollen åt sidan och seriöst satsa på modellkarriären blev han skickad till modeveckan i Milano och den stora agenturen "Elite" ville ha honom. Texas stannade i Milano i tre månader och gjorde visningar för märken som Dolce Gabbana, Dsquared och Roberto Cavalli.